# Gustavo Carrara
Gustavo Oscar Carrara (ur. 24 maja 1973 w Buenos Aires) – argentyński duchowny katolicki, biskup pomocniczy Buenos Aires w latach 2017–2024, arcybiskup metropolita La Platy od 2024.

## Życiorys
Święcenia kapłańskie przyjął 24 października 1998 z rąk kardynała Jorge Mario Bergoglio i został inkardynowany do archidiecezji Buenos Aires. Pracował głównie jako duszpasterz parafialny, był też m.in. diecezjalnym duszpasterzem młodzieży oraz wikariuszem biskupim odpowiedzialnym za podstołeczne "dzielnice nędzy".
20 listopada 2017 papież Franciszek mianował go biskupem pomocniczym archidiecezji Buenos Aires oraz biskupem tytularnym Thasbalta. Sakry udzielił mu 16 grudnia 2017 metropolita tejże archidiecezji, kard. Mario Aurelio Poli.
21 listopada 2024 został mianowany arcybiskupem metropolitą La Platy. Rządy w archidiecezji przejął 28 grudnia 2024. Paliusz otrzymał z rąk papieża Leona XIV w dniu 29 czerwca 2025.